# 酒井良祥
酒井 良祥（さかい たかよし、1980年4月2日 - ）は日本のプロギタリスト。北海道興部町出身。

## 人物・来歴
- 11歳からクラシックギターを叔父の酒井弘道に師事[4]。
- アン・ミュージック・スクールでブルースロックを学ぶ[4]。
- 2001年 公益社団法人日本ギター連盟の推薦で、アメリカ合衆国ワシントン州ウエスタン・ワシントン大学（英語版）音楽科へ派遣留学[4]。
- 2002年、ノースウエストアメリカンギターフェスティバルコンクールにて第3位入賞[4]。
- 2006年、第37回クラシカルギターコンクール第3位入賞。
- 同年、地元の北海道紋別にてソロリサイタルを開催（主催 ホットランドオホーツク）。その様子が道内各新聞で大きくとりあげられる。
- 2008年鎌倉エフエム放送のパーソナリティーを務め、現在も各方面で演奏活動を続けている。

- 酒井弘道、宇賀神昭に師事。赤坂孝吉、荘村清志のマスタークラスを受講。
- D.ファインゴールドに師事。その間にラジオ出演、リサイタル等で活躍。

トルバドゥール
ヴァイオリニストの皆川真里奈との十弦デュオユニット。
2004年に二人で清瀬市主催の蓼科高原旅行内コンサートに出演したことをきっかけに結成。
2005年4月第2回レガシィヴァイオリンコンクール アンサブル部門銀賞（総合2位）、埼玉新聞社賞を受賞。
2009年にサイ・イエングアン（Sai Yanguang,Cui Yan-guang,崔 岩光）とのジョイントリサイタル、コンサート光20周年記念公演 「サイ・イエングアン＆トルバドゥール ジョイントリサイタル」を開催した。